# Ça ne finira jamais
Albums de Johnny Hallyday
Le cœur d'un homme
(2007) Jamais seul
(2011)
Singles
1. Ça n'finira jamais
Sortie : 10 novembre 2008
2. Si mon cœur[1]
Sortie : 15 décembre 2008
3. Ça peut changer le monde[2]
Sortie : 25 février 2009

Ça ne finira jamais est le 46e album studio - le 2e chez Warner - de Johnny Hallyday sorti le 27 octobre 2008.

## Autour de l'album
L'album est réalisé par Philippe Uminski et mixé par Bob Clearmountain.
Ça ne finira jamais sort, en 2008, chez Warner Music, en cinq éditions originales :
- CD 25646 93372
- CD DVD 25646 93349
- digibook - CD DVD 50518 65083450
- coffret collector - CD DVD Vinyles 50518 65095057
- triple album vinyle 25cm 50518 65081272

Seconde édition en 2009 :
- CD DVD 51865 30085 (pochette différente - recto - et photographies - recto verso - en noir et blanc / inclus en bonus deux titres supplémentaires)

## Réception
Selon l'IFOP l'album s'est vendu à plus de 157 000 exemplaires en deux semaines et est au top des charts françaises durant deux semaines consécutives.
L'album est certifié double disque de platine avec 490 000 exemplaires vendus.

## Liste des titres
| 1.  | Ça n'finira jamais                                      | Patrice Guirao                          | Gioacchino Maurici, Calogero | 3:59 |
| 2.  | Je n'appartiens qu'à toi                                | Raphael                                 | Raphael                      | 3:23 |
| 3.  | Ça peut changer le monde                                | Didier Golemanas                        | Didier Golemanas             | 3:34 |
| 4.  | Si mon cœur                                             | Grand corps malade                      | David Hallyday               | 4:21 |
| 5.  | État de grâce                                           | Zina Tamiatto, Lena Ka                  | Lena Ka                      | 2:57 |
| 6.  | Je m'arrête là                                          | Francis Cabrel                          | Francis Cabrel               | 4:42 |
| 7.  | C'est pas une vie                                       | Élodie Hesme                            | Dominique Mattei             | 4:03 |
| 8.  | Étreintes fatales                                       | André Rodriguez                         | Christophe Maé               | 3:22 |
| 9.  | On s'est aimés                                          | Bernard Droguet                         | Fred Blondin                 | 4:31 |
| 10. | Emily                                                   | Didier Golemanas                        | Didier Golemanas             | 3:03 |
| 11. | Unchained Melody-Les Enchaînés (en duo avec Joss Stone) | Hy Zareth - Pierre Delanoë (adaptation) | Alex North                   | 3:13 |
| 12. | Je voudrais tellement                                   | Didier Golemanas                        | Didier Golemanas             | 3:33 |
| 13. | Je tiendrai bon                                         | Didier Golemanas                        | Didier Golemanas             | 3:53 |

- Titres Bonus de l'édition 2009

| No | Titre                                                             | Paroles                                            | Musique                                            | Durée |
| -- | ----------------------------------------------------------------- | -------------------------------------------------- | -------------------------------------------------- | ----- |
| 1. | Croire en l'homme                                                 | Kevin Roentgen, Pierre-Yves Lebert, Olivier Leiber | Kevin Roentgen, Pierre-Yves Lebert, Olivier Leiber | 3:20  |
| 2. | Unchained Melody (en version originale et en duo avec Joss Stone) | Hy Zareth                                          | Alex North                                         | 3:13  |

## Musiciens
- Laurent Vernerey  : basse, guitare baryton
- Maxime Garoute : batterie
- Denis Benarrosh : batterie, percussions
- Pete Thomas : batterie
- Brian Ray : guitare électrique, guitare baryton
- Philippe Uminski : guitare, cymbalum, guitare acoustique, basse, tambourin
- Freddy Koella : dobro, slide
- Greg Leisz : pedal steel
- Johan Dalgaard : synthés, orgue, rhodes, Wurlitzer, vibraphone, Moog
- Alain Lanty : piano
- Aurore Crevelier : piano, orgue
- Greg Szlapczynski : harmonica
- Christophe Maé : harmonica (sur Étreintes fatales)
- Lon Price : saxophone ténor
- Terry Landry : saxophone baryton
- Lee Thornburg : trompette
- Andrew Lippman : trombone
- Jef Cahours : trombone
- Paul Rouger : 1er violon
- Emmanuel André, Anne Tremoulet, Karen Khochafian, Lionel Schmit, Hervé Cavelier, David Cavoustov, Thibault Vieux, Christophe Bruckert : violon
- Jean-Paul Minalibela, Laurent Puchar, Alexandre Grognet  : alto
- Frédéric Kret, Laurence Allalah : violoncelle
- Michel Robache : contrebasse
- François Michel : trombone
- Éric le Cartier : trombone
- François Desforges : timbales
- Gaëlle Hervé, Aurore Crevelier, Marielle Hervé, Jean-Marie Marrier, Alain Couture : chœurs